# Водяное (Волновахский район)
Водяное (укр. Водяне) — посёлок в Волновахском районе Донецкой области Украины. 10 сентября 2024 года ВС РФ захватили населённый пункт.
Население по переписи 2001 года составляло 324 человека. Почтовый индекс — 85665. Телефонный код — 6278. Код КОАТУУ — 1423387403.

## Местный совет
85665, Донецька обл., Мар’їнський р-н, с-ще Степне, вул.Леніна,1а[обновить данные]